# Ampelopsis grossedentata
Ampelopsis grossedentata là một loài thực vật hai lá mầm trong họ Nho. Loài này được (Hand.-Mazz.) W.T.Wang miêu tả khoa học đầu tiên năm 1979.